# Col Kilik
Pour les articles homonymes, voir Kilik.
Le col Kilik est un col de montagne situé à 4 827 mètres d'altitude au nord du Karakoram, sur la frontière entre le Pakistan et la république populaire de Chine.
Henri Dauvergne, explorateur et naturaliste français, franchit le col Kilik durant l'été 1888 lors d'une de ses expéditions. Fin mai 1900, Aurel Stein, également explorateur, passe par le col juste après avoir traversé la vallée de la Hunza.